# Abe van den Ban
Abe van den Ban (Westzaan, 14 ottobre 1946) è un ex calciatore olandese, di ruolo difensore. Era conosciuto soprattutto per i suoi impressionanti baffi.

## Carriera
Van den Ban iniziò la sua carriera calcistica allo Zandaam. Da giovane non aveva praticato il calcio, ma aveva giocato a korfball al Roda Westzaan. Con gli Zaandammer, che negli anni '60 erano ancora attivi professionalmente in seconda divisione, giocò prima nelle giovanili e presto in prima squadra.
Nel 1970, Van den Ban passò all'AZ Alkamaar all'età di 23 anni. All'AZ Van den Ban giocava principalmente nella squadra B o era in panchina nella prima squadra. Ha giocato undici partite di campionato. Nella sua seconda stagione al club di Alkmaar, l'AZ ottenne la promozione in Eerste Divisie.
Nel 1972 Van den Ban passò al Football Club Amsterdam. Ad Amsterdam Van den Ban si assicurò immeditamente un posto da titolare, giocando 32 delle 34 partite di campionato durante la sua prima stagione al club. Al FC Amsterdam rimase per 4 stagioni, ottendo un quinto posto nella stagione 1973/1974 e raggiungendo i quarti di finale di Coppa UEFA nella stagione 1974/1975. In totale giocò 82 partite di campionato con i Lieverdjes, segnando 6 gol.
Il 21 luglio 1973 Abe van den Ban fu al centro di un evento unico durante una partita di Coppa Intertoto contro la squadra di calcio slovacca del Football Club Nitra. Van den Ban, infastidito dalla condotta arbitrale, si avvicinò al direttore di gara, sfilando dalle sue tasche un cartellino giallo. Per tale gesto, Van den Ban ricevette un cartellino rosso.

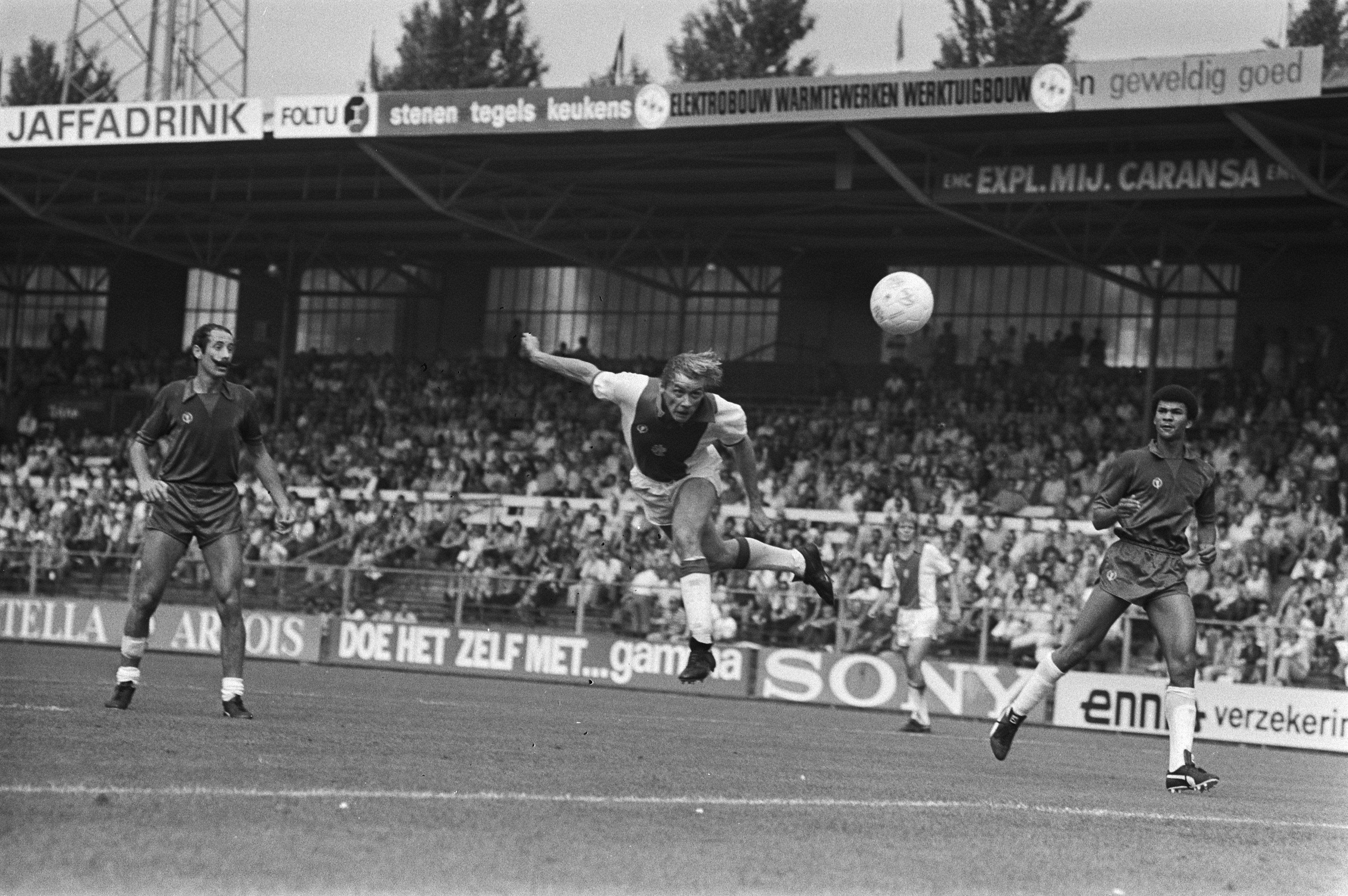
Van den Ban, Schoenaker e Gullit (1979)

Nel 1976 Van den Ban passò all'HFC Haarlem, in cui militò per 5 stagioni, durante le quali emerse come forza trainante a centrocampo. Alla sua quarta stagione, l'Haarlem retrocedette in Eerste Divisie. Nella stagione 1980/1981, Van den Ban divenne campione della Prima Divisione con l'Haarlem (unico titolo vinto da giocatore). In totale ha giocato 152 partite con i roodbroeken, segnando 2 gol. Van den Ban giocò sotto la guida dell'allenatore Barry Hughes insieme a giocatori come Martin Haar, Keith Masefield, Gerrie Kleton, Eef Melgers e Ruud Gullit.

## Palmarès

### Club

#### Competizioni nazionali
- Eerste Divisie: 1

Haarlem: 1980-1981